# Metaphidippus annectans
Metaphidippus annectans là một loài nhện trong họ Salticidae.
Loài này thuộc chi Metaphidippus. Metaphidippus annectans được Ralph Vary Chamberlin miêu tả năm 1929.